# 荒井昭博
荒井 昭博（あらい あきひろ、1962年（昭和37年）11月5日 - ）は、日本のテレビプロデューサー。BSフジ常務取締役（編成・報道・広報・メディア開発担当）。
フジテレビにて編成制作局長、フジ・メディア・ホールディングス総務局長、ストーリアLLC合同会社職務執行者代表を歴任した。
東京都練馬区出身・在住。入社時は営業部。

## 来歴・人物
東京学芸大学教育学部附属高等学校の同級生に脳科学者の茂木健一郎がいる。1985年、慶應義塾大学経済学部卒業後、フジテレビに入社し、営業局に配属される。スポット営業部に3年間所属した。1985年の日航ジャンボ機墜落事故の生存者情報を墜落現場からスクープした山口真（現・コンテンツ事業局長）や部下のきくち伸（現・ペイTV推進部ゼネラルプロデューサー）はフジテレビの同期である。
その後制作に転属となり、1992年に『夢がMORI MORI』を立ち上げ、デビュー直後のSMAPを起用した。1994年、『笑っていいとも!』をディレクターとして担当していた時代、当時直属の上司であり『笑っていいとも!』プロデューサーだった佐藤義和に「SMAPはお昼に絶対に受ける!」と起用を直訴し、メンバーの中居正広と香取慎吾、後に草彅剛をレギュラーに抜擢している。
1996年より、関西テレビとの共同制作による『SMAP×SMAP』の立ち上げに関わる。初回23.5%でスタートし最高視聴率33%というお化け番組に導いた。
『笑っていいとも!』、『SMAP×SMAP』プロデューサーとして一番繁忙だった1999年に夫人を肺癌で亡くしている。夫人が亡くなるまでの間、彼女の病気を荒井は同僚に一切告げずに激務をこなしていた。上司だった佐藤は、荒井本人から夫人の死を知らされた直後にかなりショックを受け、胸が痛んだという。
文藝春秋（2001年2月号）「この100人に投資せよ」でNHK総合テレビ『プロジェクトX〜挑戦者たち〜』のプロデューサー・今井彰と共に選ばれた。
また2002年7月に編成局に異動。編成副部長に就任したため、これまでプロデューサーとして担当していた番組は坪田譲治や石井浩二らが引き継いだ（ただし、『サタ☆スマ』・『デリバリー・スマップ デリ!スマ』や『スマ夫』など、一部番組は受け継がれなかった。最後にプロデュースしたのは2003年3月終了の『スマ夫』であった）。
編成局では、『トリビアの泉 〜素晴らしきムダ知識〜』や『さんま・木村拓哉のサンタク』『爆笑おすピー大問題!!』、『タモリのスーパースーパーニュース』、『タモリの未来予測TV』、『忘文』（稲垣吾郎出演）、『FNS5000番組10万人総出演 がんばった大賞』等のバラエティ番組をはじめ、SMAP出演ドラマ（『犬神家の一族』や『X'smap〜虎とライオンと五人の男〜』（2004年12月25日放送の『プレミアムステージ』特別企画））等の編成担当をしていたほか、『金曜エンタテイメント』で放送された『浅見光彦SP』『十津川警部夫人の事件簿シリーズ』『真珠夫人SP』、『牡丹と薔薇完結版』などテレビドラマの企画担当プロデューサー、『冬の輪舞』特別版や『さんま・玉緒・美代子のいきあたりばったり珍道中』シリーズの編成担当も務めた。
2005年7月に編成部企画担当部長に昇格し、編成現場から離れた。2007年に編成制作局編成部長に昇進し、2009年からは編成制作局次長兼任。2010年6月29日付で編成制作局制作担当局長兼編成開発部長。2011年6月29日付で鈴木克明の後を引き継ぎ編成制作局長に就任。2013年6月27日付でフジ・メディア・ホールディングス総務局長に就任。
2016年6月29日付でBSフジに出向し、取締役編成報道担当に就任。
2017年6月28日付でBSフジ常務取締役に昇進した。2020年6月26日付の役員人事でフジテレビ執行役員に就任。
温厚な人柄で知られているが、極楽とんぼの加藤浩次が本番寸前にスタジオに到着した時には、加藤も驚くほどの剣幕で激怒するなど、厳しい一面も持っている。

## 手がけた番組
AD・ディレクターとして手がけた番組。
- パラダイスGOGO!!
- 冗談画報
- 紳助のH20
- 初詣!爆笑ヒットパレード
- 夢で逢えたら
- 新しい波
- 夢がMORI MORI（総合演出、後期にはプロデューサーも兼務していた）
- 邦ちゃんのやまだかつてないテレビ
- でたらめ天使
- 五コマくん

以下は、番組プロデューサーとして手がけた番組。（現在も編成として関わっている）

### 森田一義アワー 笑っていいとも!
AD→1990年10月-1995年9月29日はディレクター。1995年10月2日-2002年7月2日にはプロデューサー。
- 笑っていいとも!増刊号
  - 笑っていいとも!特大号
  - 笑っていいとも!春・秋の祭典スペシャル
- もしもツアーズ
  - これがキャイ〜ンだ!?
  - これがキャイ〜ンだろ!?
  - 100%キャイ〜ン!
  - ザ・レターズ〜家族の愛にありがとう

### SMAP×SMAP
- SMAPのがんばりましょう
  - チョナン・カン2（チョナン・カン）
  - TV's HIGH（木村拓哉）
- 忘文（稲垣吾郎）

### サタ☆スマ
- 中居正広のボク生き「境界線スペシャル」
- 少年頭脳カトリ1999
- 征服少年カトリ2000
- 「慎吾ママドラマSP "おっはー"は世界を救う」（鈴木おさむ脚本）
  - 「慎吾ママドラマSP ミッキーも一緒"おっはー"は世界を救う2」（鈴木おさむ脚本、栗原美和子プロデューサー）
- デリバリー・スマップ デリ!スマ
- スマ夫

### 水10!
- ココリコミラクルタイプ
- ハッピーボーイズ

### 深夜番組
- apa ヒロミの大人の遊び方
- ふぞろいの大人たち
- ふぞろいの天使たち
- 新品部隊
- 東京Aランチ
- 少年サトル
- BACK-UP!

### その他
- トリビアの泉 〜素晴らしきムダ知識〜（編成）

### 特別番組
- （正月特番）最強運芸能人決定戦。
- 97初笑い生スペシャル第30回初詣!爆笑ヒットパレード プロデューサー（1997年）
- ザッツお台場エンターテイメント! 第3夜・ドラマの38年　総合演出（1997年）
- 新春かくし芸大会（1998年 - 1999年）
- FNS27時間テレビ総合プロデューサー（1998年 - 2000年）
  - 笑っていいとも!（AD…1988年 - 1990年、ディレクター…1990年 - 1995年、プロデューサー…1995年 - 2002年）
  - 「さんま・中居の今夜も眠れない」プロデューサー（2000年 - 2002年）
- 爆笑問題の楽しい地球（2003年12月12日、2004年9月16日）
- FNS番組対抗NG大賞
- 女子アナスペシャル
- SMAP PRESENTS ドラマの裏の本当のドラマ（企画）

### BSフジ
- フリップフラッパーズ（エグゼクティブプロデューサー）
- 政宗くんのリベンジ（企画）

## 荒井班
フジテレビジョンの編成制作局では必ず何かの班に所属し、番組を作る。かつて荒井昭博が率いていた「荒井班」は編成部・制作部の枠・垣根を超えて最大勢力を誇っていた。

### 第二制作部
現・編成局制作センター第二制作室（旧・バラエティ制作センター→制作局第二制作センター）。
- 石井浩二（コンテンツ事業局次長・ライツ事業戦略部長←ライツ事業部長←ドラマ制作センタープロデューサー←チーフプロデューサー）
- 伊戸川俊伸（オイコーポレーション所属）
- 印田弘幸（ディレクター・森田一義アワー 笑っていいとも!制作進行）
- 及川俊明（オイコーポレーション社長、笑っていいとも!増刊号プロデューサー）
- 小倉伸一（SMAP×SMAP演出、ハッピーボーイズアワー爆笑おすピー問題!ディレクター）
- 門澤清太（人志松本のすべらない話プロデューサー、現在は総合開発局→総合事業局ペイTV部長職）
- 北口富紀子（編成制作局バラエティ制作センター企画担当部長←ネプリーグチーフプロデューサー）
- 金子傑（ネプリーグ演出）
- 亀森幸二（現在は株式会社フロンティアーズ代表者、サタ☆スマ、ハッピーボーイズアワー爆笑おすピー問題!、BACK-UP!等担当）
- 河井二郎（現在は共同テレビジョン所属）
- 熊澤美麗（森田一義アワー 笑っていいとも!AD、ハッピーボーイズ!ディレクター）
- 小松純也（現在はスチールヘッド代表取締役、前・共同テレビジョン←バラエティー制作センター部長、元チーフプロデューサー）
- 清水泰貴（現在は編成制作局制作センター第二制作室チーフプロデューサー←編成部←チーフプロデューサー←演出）
- 黒木彰一（編成制作局制作センター第二制作室チーフ・ゼネラルプロデューサー）
- 坪田譲治（現在は番組審議室担当局長←第二制作室長←適正業務推進室長）
- 出口敬生（ホンマでっか!?TV総合演出←SMAP×SMAP演出、バイキング総合演出）
- 春名剛生（編成部←プロデューサー←AP←編成部）
- 原田冬彦（現在はネクステップ所属、前・スポーツ局スポーツメディア事業部長←事業局副部長）
- 宮崎鉄平（VS嵐プロデューサー、バイキング木曜日・演出→プロデューサー、いただきハイジャンプチーフプロデューサー）
- 代々木明徳（SMAP×SMAPディレクター、ハッピーボーイズアワー爆笑おすピー問題!演出）
- 浜野貴敏（制作統括、チーフプロデューサー←編成部←プロデューサー（現在はフジテレビのAKB担当）

### 編成部
- 金井卓也 - ワンナイR&R、月深時代のお台場明石城、さんま大先生が行く!、はやく起きた朝は…、ドラマはワンダフルライフ、金曜エンタテイメントなど。編成制作局企画担当部長。
- 亀高美智子 - ダウンタウンのごっつええ感じチーフAD、一人ごっつディレクター、元SMAP×SMAP演出。BSフジ「ドリームメーカーTV」テレビドラマ「1minutes」の「待ち合わせ」演出。オムニバスドラマ「ここにおるで!」演出（2004年3月29日放送）、ホンマでっか!?TVチーフプロデューサー
- 立松嗣章 - 「パンドラの秘宝」企画・プロデューサー。SMAP×SMAP編成。
- 出澤真理子 - ほんとにあった怖い話、SMAP×SMAP、トリビアの泉 〜素晴らしきムダ知識〜など
- 中島寛朗 - 「笑っていいとも!」「しおんの王」編成、BSフジに出向。
- 中野利幸 - 「WWEスマックダウン」プロデューサー。トリビアの泉 〜素晴らしきムダ知識〜、感動ファクトリー・すぽると!立ち上げ、はねるのトびらバラパラ昇格直後の編成、SMAP×SMAP編成など。
- 保原賢一郎 - 王様のレストラン（演出補）、ランチの女王「退屈貴族」編成などを経て、ココリコミラクルタイプ編成（2003年11月 - 2004年6月）、金曜エンタテイメント、ドラマ「犬神家の一族」の企画担当、大奥シリーズ企画担当。
- 杉尾敦弘 - ココリコミラクルタイプ編成、Dr.コトー診療所、ウエディングプランナー SWEETデリバリー、プライド、ロングバケーション、若者のすべて、できちゃった結婚、こんな私に誰がした、じんべえ、お見合い結婚、めだか、リップスティック、美少女H、ひとつ屋根の下、成田離婚、お願い!デーモン、愛し君へ、お義母さんといっしょ、涙をふいて など
- 白根淳子 - SMAP×SMAPやチョナン・カン2の制作P。中居正広のボク生き、ドラマ「X'smap」プロデューサー。

### 広報部
- 小中ももこ - こちら葛飾区亀有公園前派出所を企画、ココリコミラクルタイプ編成（2001年 - 2003年11月）、荒井班専属広報部員。SMAP×SMAP、忘文、チョナン・カン2、エンジン (テレビドラマ)を担当。

## 関連人物
- タモリ - 笑っていいとも!司会
- SMAP
- キャイ〜ン - もしもツアーズ司会
- ココリコ - ココリコミラクルタイプ司会
- おすぎ - おすピー&ロンブーの起きなさいよッ!!司会
- ピーコ - 同上
- 爆笑問題 ほか
- 佐藤義和 - 笑っていいとも!2代目プロデューサー、荒井の3代先代
- 鈴木おさむ - SMAP×SMAP、笑っていいとも!などの構成作家